# Quiina parvifolia
Quiina parvifolia là một loài thực vật có hoa trong họ Ochnaceae. Loài này được Lanj. & Heerdt miêu tả khoa học đầu tiên năm 1940.